# Гринёва, Елена Николаевна (эндокринолог)
Елена Николаевна Гринёва (род. 19 октября 1956 года) — российский учёный-эндокринолог, член-корреспондент РАН (2022).

## Биография
Родилась 19 октября 1956 года.
В 1983 году — окончила Первый Ленинградский медицинский институт.
В 1991 году — защитила кандидатскую диссертацию, тема: «Активность ядрышковых организаторов тироцитов у больных диффузным токсическим зобом, хроническим аутоиммунным тиреоидитом и узловыми образованиями щитовидной железы».
В 2004 году — защитила докторскую диссертацию, тема: «Узловые образования щитовидной железы. Диагностика и врачебная тактика».
Работала ассистентом, затем доцентом кафедры факультетской терапии, преподавала студентам внутренние болезни, эндокринологию.
Одна из первых в Петербурге (тогда Ленинграде) освоила тонкоигольную аспирационную биопсию щитовидной железы и цитологическую диагностику и внедрила её в повседневную практику. Выполнила около 10 000 биопсий щитовидной железы, обучила многих хирургов и эндокринологов в Санкт-Петербурге и других городах России методике выполнения тонкоигольной аспирационной биопсии щитовидной железы, обучала цитологической диагностике заболеваний щитовидной железы цитологов Санкт-Петербурга и других регионов.
С 2008 года под её руководством в Институте эндокринологии Центра Алмазова успешно изучаются вопросы диагностики и лечения заболеваний гипофиза и надпочечников, а также проблемы ведения беременных с эндокринными заболеваниями.
С 2009 года — директор Института эндокринологии Центра Алмазова.
Заведующий кафедрой эндокринологии Института медицинского образования Центра Алмазова, главный внештатный специалист эндокринолог по Северо-Западному федеральному округу.
В 2022 году — избрана членом-корреспондентом РАН от Отделения медицинских наук.

## Научная деятельность
Специалист в области эндокринологии.
Ведущий специалист Санкт-Петербурга и России по вопросам заболеваний щитовидной железы, диагностике узловых образований щитовидной железы, включая цитологическую диагностику.
Автор главы по цитологической диагностике заболеваний щитовидной железы в монографии О. К. Хмельницкого «Гистологическая и цитологическая диагностика заболеваний щитовидной железы».
Под её руководством защищены 9 кандидатских и 3 докторских диссертации.
Индекс Хирша — 16, число публикаций — 216, монографии — 13, патентов — 5, WOS — 9, SCOPUS — 5.